# Anolis pseudotigrinus
Espèce
Synonymes
- Dactyloa pseudotigrinus (Amaral, 1933)

Anolis pseudotigrinus est une espèce de sauriens de la famille des Dactyloidae. 

## Répartition
Cette espèce est endémique d'Espírito Santo au Brésil.

## Publication originale
- Amaral, 1933 "1932" : Estudos sobre Lacertilios neotropicos. I. novos generos e especies de largartos do Brasil. Memorias do Instituto Butantan, vol. 7, p. 51-75.